# Marina Gamba
Marina Gamba( Venise, vers 1570 - Venise, 21 août 1612), fille d'Andrea Gamba) est la mère des enfants illégitimes de Galileo Galilei.
Marina Gamba a partagé pendant de nombreuses années la vie de Galilée qui probablement la connut à Venise où il se rendait souvent pendant son séjour à Padoue. Cette relation donna vie à trois enfants.

## Relation avec Galilée
Au cours d'un de ses fréquents voyages à Venise, Galilée rencontre une jeune femme nommée Andrea di Marina Gamba et commence une relation avec elle. Elle emménage dans sa maison à Padoue où ils auront trois enfants : Virginia (16 août 1600 – 1634), plus tard, sœur Marie Céleste ; Livia (1601–1659), plus tard sœur Arcangela ; et Vincenzio (1606–1649).
Dans aucun des trois registres baptismaux Galilée n'est désigné comme le père des enfants.
Virginia a été décrite comme « la fille de fornication avec Marina de Venise, » sans aucune mention du père ;
Sur le dossier baptismal de Livia le nom du père est laissé en blanc ;  
Le dossier du baptême de Vincenzio comporte la mention « père incertain »,
.
La position de Galilée en tant que professeur et ses nombreuses amitiés parmi la noblesse vénitienne l'ont probablement rendu prudent pour ne  pas s'afficher officiellement comme le père des enfants.
Lorsque Galilée a quitté Padoue pour de bon en 1610 pour occuper son poste à la Cour des Médicis à Florence, il s'est séparé de Marina Gamba et a confié Livia à sa grand-mère Giulia Ammannati, qui vivait déjà avec l’aînée Virginia, et laissé Vincenzio (4 ans) à Padoue à sa mère.
Après la mort de celle-ci, il confie Vincenzio à une certaine Marina Bartolucci longtemps confondue avec Marina Gamba, laissant supposer que celle-ci se serait mariée avec un certain Giovanni Bartolucci.
En 1613, la vie des deux filles avec la grand-mère devenant difficile, Galilée fait entrer celles-ci au couvent San Matteo d'Arcetri (Florence), les forçant à prendre le voile dès l'âge requis de 16 ans : Virginia sous le nom de suor Maria Celeste, et Livia celui de suor Arcangela ;  tandis que la première accepte sa condition et reste en contact par courrier avec son père, Livia n'accepte jamais l'obligation infligée par son père.
Galilée arrive à faire régulariser Vincenzo comme enfant naturel par le grand-duc de Toscane.
Dans sa demande de 1619, Galilée déclare qu'au moment de sa cohabitation avec Marina, elle « n'avait jamais été mariée » et était « déjà morte » à l'élaboration de la Loi.
Vincenzio a étudié le droit et est devenu luthiste comme son grand-père homonyme. Il mourut en 1649.

### Confusion avec Marina Bartolucci
Marina Gamba est souvent confondue avec Marina Bartolucci, qui s'occupe de Vincenzio quand Galilée s'établit à Florence. Galilée a recours à la vente d'un luth pour se payer ses services.
On a longtemps cru que Marina Gamba avait été mariée à un certain Giovanni Bartolucci, mais il a été prouvé que ces deux personnages sont bien différents.
Marina Gamba est probablement la Vénitienne Marina, qui est morte le 21 août 1612 à l'âge de 42 ans, dans la paroisse de San Daniele à Venise.

## Source de la traduction
- (it) Cet article est partiellement ou en totalité issu de l’article de Wikipédia en italien intitulé « Marina Gamba » (voir la liste des auteurs).